# José Eduardo Calzada Rovirosa
Pour les articles homonymes, voir Calzada.
José Eduardo Calzada Rovirosa, né le 21 août 1964 à Querétaro, est un homme politique mexicain, membre du Parti révolutionnaire institutionnel. Il est gouverneur de l'État de Querétaro du 1er octobre 2009 au 1er octobre 2015.